# Antoine Kombouaré
Antoine Krilone Kombouaré (Numea, 16 novembre 1963) è un allenatore di calcio ed ex calciatore francese, di ruolo difensore.

## Carriera

### Calciatore
Inizia nelle file del FC Nantes e ottiene i suoi maggiori successi negli anni in cui gioca nel Paris Saint Germain. Successivamente vince anche una coppa nazionale in Svizzera, con il Sion. Chiude la carriera giocando nell'Aberdeen, in Scozia, poi, tornato in Francia, nel Racing Club Paris.

### Allenatore
Chiusa la carriera da giocatore, inizia ad allenare la squadra riserve del Paris Saint-Germain e, dopo sei anni di gavetta sulle panchine di Strasburgo e Valenciennes, ritorna nella capitale francese per guidare la prima squadra. 
Dopo aver vinto una Coppa di Francia nei primi due anni con il club parigino, a metà della stagione 2011-12, con la sua squadra prima in classifica, viene esonerato e sostituito con il più esperto Carlo Ancelotti. La mossa non si rivela brillante; infatti successivamente il PSG viene superato in classifica dal Montpellier, che a fine stagione si laurea per la prima volta campione di Francia.
Nel 2012 diventa allenatore del club saudita dell'Al-Hilal, tuttavia la parentesi in Arabia Saudita dura poco e nel 2013 torna in Francia per guidare il Lens in Ligue 2, con cui ottiene la promozione nella massima serie, venendo confermato per la stagione successiva. Nel 2016 diventa allenatore del Guingamp, dove nel mese di agosto raggiunge la prima piazza in campionato con due vittorie e un pareggio. Termina a sorpresa il girone d'andata al quinto posto, a pari punti col Marsiglia.
Nel febbraio 2021 viene nominato allenatore del Nantes al posto di Raymond Domenech, chiamato a risollevare il club a rischio retrocessione. Nonostante un inizio turbolento con una vittoria, due pareggi e quattro sconfitte, grazie a quattro vittorie consecutive tra la 34ª e la 37ª giornata porta les canaries al 18º posto e quindi a giocarsi la permanenza in Ligue 1 contro la terza classificata in Ligue 2, il Tolosa.
Nello spareggio i canarini si impongono contro il club viola evitando, dunque, la retrocessione.
Nella stagione successiva Kombouaré porta i canarini al nono posto finale in campionato, alla vittoria della Coppa di Francia contro il Nizza e conseguentemente alle qualificazione ad una competizione europea dopo 18 anni.
Il 31 luglio 2022, in avvio della terza stagione alla guida dei canarini, perde la sua seconda supercoppa francese (la prima nel 2010) nella finale di Tel Aviv contro il Paris Saint-Germain (4-0).
Dopo un buon inizio di stagione con il passaggio del turno di Europa League e il raggiungimento dell'ennesima finale di Coppa di Francia, nella seconda parte di stagione vi è un cambio di rotta: il 23 febbraio i canarini vengono eliminati dall'Europa League per mano degli italiani della Juventus, il 29 aprile perdono la finale di coppa nazionale contro il Tolosa per 1-5 e in campionato giungono in zona retrocessione.
Tutti questi risultati negativi portano a un cambio nelle gerarchie del club e quindi alla risoluzione del suo contratto.
Il 19 marzo 2024, dopo appena dieci mesi dal suo esonero, viene nominato nuovamente tecnico dei canarini al posto di Jocelyn Gourvennec e conquista la salvezza terminando il campionato al 14º posto. Il 20 maggio 2025, nonostante la salvezza ottenuta, viene esonerato.

## Statistiche
Statistiche aggiornate al 19 maggio 2025. In grassetto le competizioni vinte.
| Stagione                   | Squadra                    | Campionato                 | Campionato | Campionato | Campionato | Campionato | Coppe nazionali | Coppe nazionali | Coppe nazionali | Coppe nazionali | Coppe nazionali | Coppe continentali | Coppe continentali | Coppe continentali | Coppe continentali | Coppe continentali | Altre coppe | Altre coppe | Altre coppe | Altre coppe | Altre coppe | Totale | Totale | Totale | Totale | % Vittorie | Piazzamento |
| Stagione                   | Squadra                    | Comp                       | G          | V          | N          | P          | Comp            | G               | V               | N               | P               | Comp               | G                  | V                  | N                  | P                  | Comp        | G           | V           | N           | P           | G      | V      | N      | P      | % Vittorie | Piazzamento |
| -------------------------- | -------------------------- | -------------------------- | ---------- | ---------- | ---------- | ---------- | --------------- | --------------- | --------------- | --------------- | --------------- | ------------------ | ------------------ | ------------------ | ------------------ | ------------------ | ----------- | ----------- | ----------- | ----------- | ----------- | ------ | ------ | ------ | ------ | ---------- | ----------- |
| 2003-2004                  | Strasburgo                 | L1                         | 38         | 10         | 13         | 15         | CF+CdL          | 1+1             | 0+0             | 0+0             | 1+1             | -                  | -                  | -                  | -                  | -                  | -           | -           | -           | -           | -           | 40     | 10     | 13     | 17     | 25,00      | 13º         |
| lug.-ott. 2004             | Strasburgo                 | L1                         | 9          | 0          | 4          | 5          | CF+CdL          | 0+0             | 0               | 0               | 0               | -                  | -                  | -                  | -                  | -                  | -           | -           | -           | -           | -           | 9      | 0      | 4      | 5      | &0,00      | Eson.       |
| Totale Strasburgo          | Totale Strasburgo          | Totale Strasburgo          | 47         | 10         | 17         | 20         |                 | 2               | 0               | 0               | 2               |                    | -                  | -                  | -                  | -                  |             | -           | -           | -           | -           | 49     | 10     | 17     | 22     | 20,41      |             |
| 2005-2006                  | Valenciennes               | L2                         | 38         | 21         | 11         | 6          | CF+CdL          | 1+1             | 0+0             | 0+0             | 1+1             | -                  | -                  | -                  | -                  | -                  | -           | -           | -           | -           | -           | 40     | 21     | 11     | 8      | 52,50      | 1º (prom.)  |
| 2006-2007                  | Valenciennes               | L1                         | 38         | 11         | 10         | 17         | CF+CdL          | 3+1             | 2+0             | 0+0             | 1+1             | -                  | -                  | -                  | -                  | -                  | -           | -           | -           | -           | -           | 42     | 13     | 10     | 19     | 30,95      | 17º         |
| 2007-2008                  | Valenciennes               | L1                         | 38         | 12         | 9          | 17         | CF+CdL          | 1+3             | 0+2             | 0+0             | 1+1             | -                  | -                  | -                  | -                  | -                  | -           | -           | -           | -           | -           | 42     | 14     | 9      | 19     | 33,33      | 13º         |
| 2008-2009                  | Valenciennes               | L1                         | 38         | 10         | 14         | 14         | CF+CdL          | 1+1             | 0+0             | 0+0             | 1+1             | -                  | -                  | -                  | -                  | -                  | -           | -           | -           | -           | -           | 40     | 10     | 14     | 16     | 25,00      | 12º         |
| Totale Valenciennes        | Totale Valenciennes        | Totale Valenciennes        | 152        | 54         | 44         | 54         |                 | 12              | 4               | 0               | 8               |                    | -                  | -                  | -                  | -                  |             | -           | -           | -           | -           | 164    | 58     | 44     | 62     | 35,37      |             |
| 2009-2010                  | Paris Saint-Germain        | L1                         | 38         | 12         | 11         | 15         | CF+CdL          | 6+2             | 6+1             | 0+0             | 0+1             | -                  | -                  | -                  | -                  | -                  | -           | -           | -           | -           | -           | 46     | 19     | 11     | 16     | 41,30      | 13º         |
| 2010-2011                  | Paris Saint-Germain        | L1                         | 38         | 15         | 15         | 8          | CF+CdL          | 6+3             | 5+2             | 0+0             | 1+1             | UEL                | 12                 | 4                  | 6                  | 2                  | SF          | 1           | 0           | 0           | 1           | 60     | 26     | 21     | 13     | 43,33      | 4º          |
| lug.-dic. 2011             | Paris Saint-Germain        | L1                         | 19         | 12         | 4          | 3          | CF+CdL          | 0+1             | 0               | 0               | 1               | UEL                | 8                  | 5                  | 1                  | 2                  | -           | -           | -           | -           | -           | 28     | 17     | 5      | 6      | 60,71      | Eson.       |
| Totale Paris Saint-Germain | Totale Paris Saint-Germain | Totale Paris Saint-Germain | 95         | 39         | 30         | 26         |                 | 18              | 14              | 0               | 4               |                    | 20                 | 9                  | 7                  | 4                  |             | 1           | 0           | 0           | 1           | 134    | 62     | 37     | 35     | 46,27      |             |
| 2012-gen. 2013             | Al-Hilal                   | SPL                        | 18         | 12         | 3          | 3          | CdPdCS          | 2               | 2               | 0               | 0               | ACL                | 2                  | 0                  | 0                  | 2                  | -           | -           | -           | -           | -           | 20     | 14     | 3      | 5      | 70,00      | Eson.       |
| 2013-2014                  | Lens                       | L2                         | 38         | 17         | 14         | 7          | CF+CdL          | 4+2             | 3+1             | 0+0             | 1+1             | -                  | -                  | -                  | -                  | -                  | -           | -           | -           | -           | -           | 44     | 21     | 14     | 9      | 47,73      | 2º (prom.)  |
| 2014-2015                  | Lens                       | L1                         | 38         | 7          | 8          | 23         | CF+CdL          | 1+1             | 0+0             | 0+0             | 1+1             | -                  | -                  | -                  | -                  | -                  | -           | -           | -           | -           | -           | 40     | 7      | 8      | 25     | 17,50      | 20º (retr.) |
| 2015-2016                  | Lens                       | L2                         | 38         | 15         | 13         | 10         | CF+CdL          | 3+1             | 2+0             | 0+0             | 1+1             | -                  | -                  | -                  | -                  | -                  | -           | -           | -           | -           | -           | 42     | 17     | 13     | 12     | 40,48      | 6º          |
| Totale Lens                | Totale Lens                | Totale Lens                | 114        | 39         | 25         | 40         |                 | 12              | 6               | 0               | 6               |                    | -                  | -                  | -                  | -                  |             | -           | -           | -           | -           | 126    | 45     | 25     | 46     | 35,71      |             |
| 2016-2017                  | Guingamp                   | L1                         | 38         | 14         | 8          | 16         | CF+CdL          | 5+3             | 4+2             | 0+0             | 1+1             | -                  | -                  | -                  | -                  | -                  | -           | -           | -           | -           | -           | 46     | 20     | 8      | 18     | 43,48      | 10º         |
| 2017-2018                  | Guingamp                   | L1                         | 38         | 12         | 11         | 15         | CF+CdL          | 2+1             | 1+0             | 0+0             | 1+1             | -                  | -                  | -                  | -                  | -                  | -           | -           | -           | -           | -           | 41     | 13     | 11     | 17     | 31,71      | 12º         |
| lug.-nov. 2018             | Guingamp                   | L1                         | 12         | 1          | 4          | 7          | CF+CdL          | 0+1             | 1               | 0               | 0               | -                  | -                  | -                  | -                  | -                  | -           | -           | -           | -           | -           | 13     | 2      | 4      | 7      | 15,38      | Eson.       |
| Totale Guingamp            | Totale Guingamp            | Totale Guingamp            | 88         | 27         | 23         | 38         |                 | 12              | 8               | 0               | 4               |                    | -                  | -                  | -                  | -                  |             | -           | -           | -           | -           | 100    | 35     | 23     | 42     | 35,00      |             |
| gen.-giu. 2019             | Digione                    | L1                         | 19+2       | 5+1        | 3+1        | 11+0       | CF+CdL          | 3+0             | 2               | 0               | 1               | -                  | -                  | -                  | -                  | -                  | -           | -           | -           | -           | -           | 24     | 8      | 4      | 12     | 33,33      | Sub. 18º    |
| ott. 2019-gen. 2020        | Tolosa                     | L1                         | 10         | 1          | 0          | 9          | CF+CdL          | 2+1             | 1+0             | 0+0             | 1+1             | -                  | -                  | -                  | -                  | -                  | -           | -           | -           | -           | -           | 13     | 2      | 0      | 11     | 15,38      | Sub., Eson. |
| feb.-giu. 2021             | Nantes                     | L1                         | 14+2       | 6+1        | 3+0        | 5+1        | CF              | -               | -               | -               | -               | -                  | -                  | -                  | -                  | -                  | -           | -           | -           | -           | -           | 16     | 7      | 3      | 6      | 43,75      | Sub. 18º    |
| 2021-2022                  | Nantes                     | L1                         | 38         | 15         | 10         | 13         | CF              | 6               | 4               | 2               | 0               | -                  | -                  | -                  | -                  | -                  | -           | -           | -           | -           | -           | 44     | 19     | 12     | 13     | 43,18      | 9°          |
| 2022-mag. 2023             | Nantes                     | L1                         | 34         | 6          | 14         | 14         | CF              | 6               | 3               | 2               | 1               | UEL                | 8                  | 3                  | 1                  | 4                  | SF          | 1           | 0           | 0           | 1           | 49     | 12     | 17     | 20     | 24,49      | Risol.      |
| mar.-giu. 2024             | Nantes                     | L1                         | 8          | 2          | 2          | 4          | CF              | -               | -               | -               | -               | -                  | -                  | -                  | -                  | -                  | -           | -           | -           | -           | -           | 8      | 2      | 2      | 4      | 25,00      | Sub. 14°    |
| 2024-2025                  | Nantes                     | L1                         | 34         | 8          | 12         | 14         | CF              | 2               | 1               | 0               | 1               | -                  | -                  | -                  | -                  | -                  | -           | -           | -           | -           | -           | 36     | 9      | 13     | 15     | 25,00      | 13º         |
| Totale Nantes              | Totale Nantes              | Totale Nantes              | 130        | 38         | 41         | 51         |                 | 14              | 8               | 4               | 2               |                    | 8                  | 3                  | 1                  | 4                  |             | 1           | 0           | 0           | 1           | 153    | 49     | 46     | 58     | 32,03      |             |
| Totale carriera            | Totale carriera            | Totale carriera            | 675        | 226        | 197        | 252        |                 | 78              | 45              | 4               | 29              |                    | 30                 | 12                 | 8                  | 10                 |             | 2           | 0           | 0           | 2           | 785    | 283    | 209    | 293    | 36,05      |             |

## Palmarès

### Calciatore
- Campionato francese: 1

Paris Saint-Germain: 1993-1994
- Coppa di Francia: 2

Paris Saint-Germain: 1992-1993, 1994-1995
- Coppa di Lega francese: 1

Paris Saint-Germain: 1994-1995
- Coppa Svizzera: 1

Sion: 1995-1996

### Allenatore
- Campionato francese di seconda divisione: 1

Valenciennes: 2005-2006
- Coppa di Francia: 2

Paris Saint-Germain: 2009-2010
Nantes: 2021-2022